# Nowoczunka (osiedle)
Nowoczunka (ros. Новочунка) – osiedle w Rosji, w obwodzie irkuckim, w rejonie czuńskim. W 2010 liczyło 1797 mieszkańców.